# Lisowe (obwód kirowohradzki)
Lisowe (ukr. Лісове) – osiedle na Ukrainie, w obwodzie kirowohradzkim, w rejonie kropywnyckim, w hromadzie Ołeksandriwka. Status osobnej miejscowości ma od 2008 roku.